# McDonnell Douglas MD-80

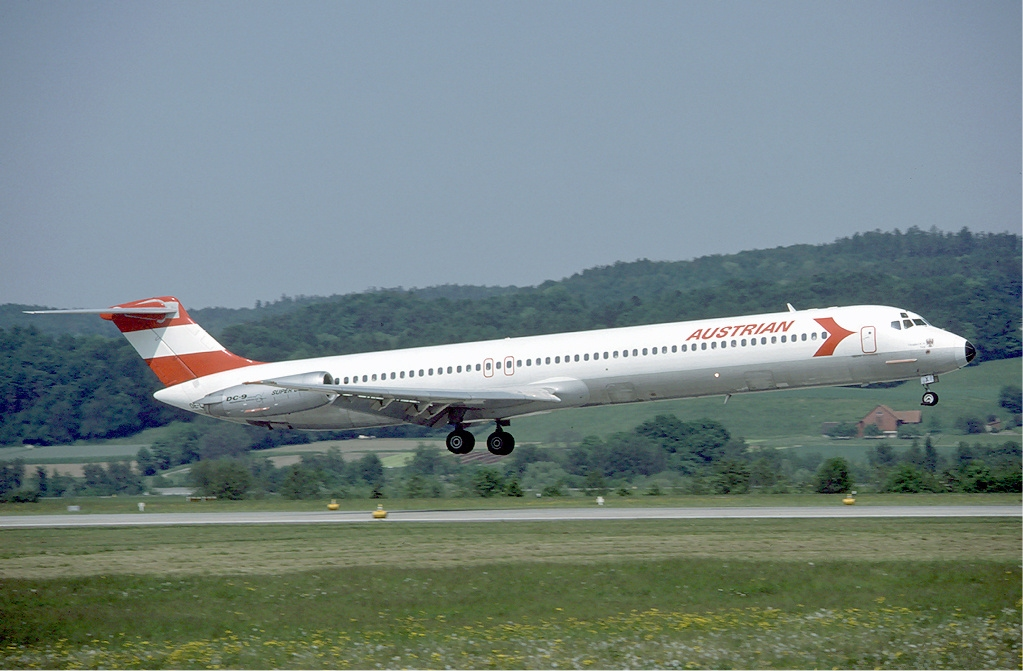
Un MD-81 di Austrian Airlines

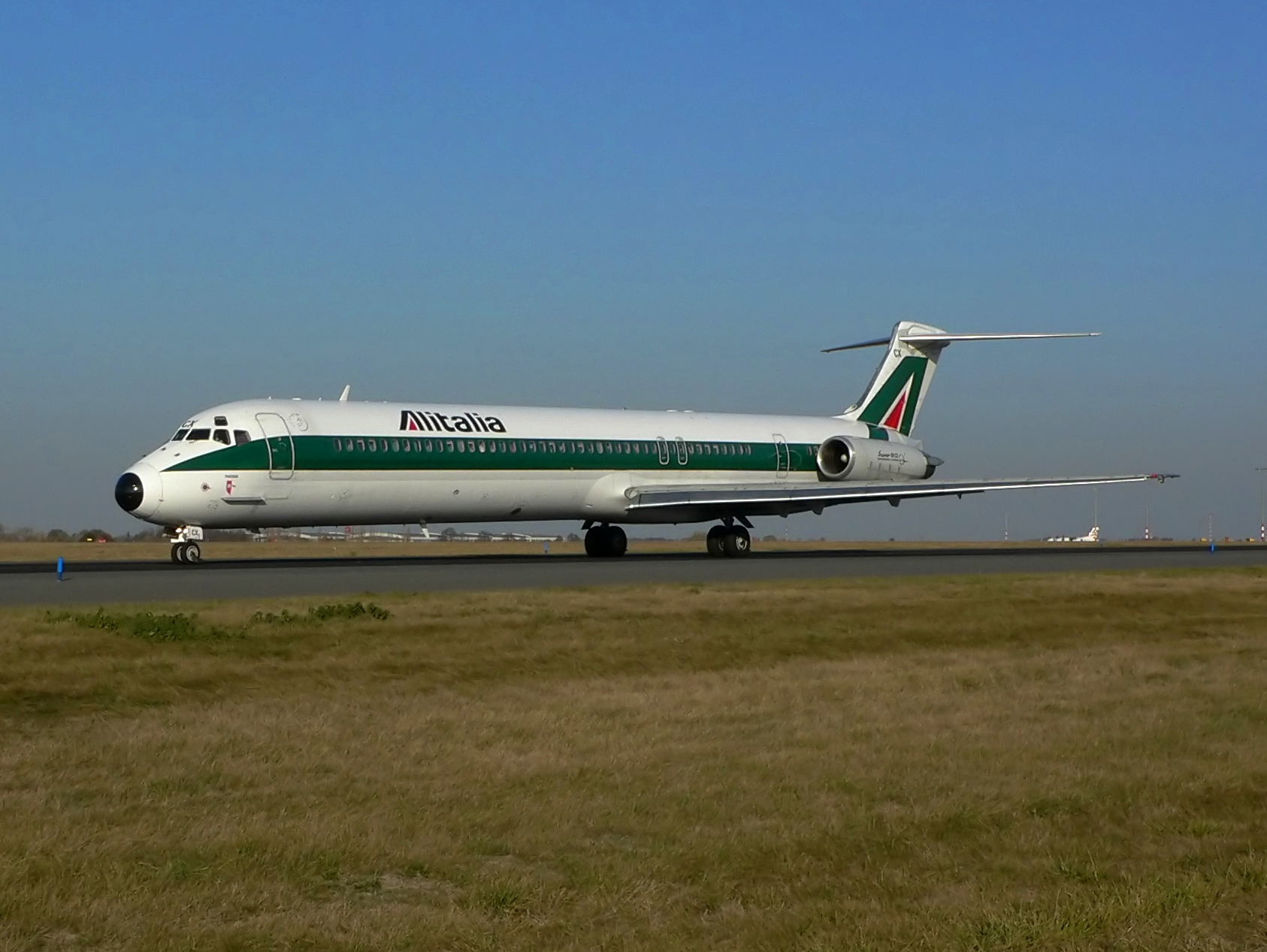
Un MD-82 di Alitalia

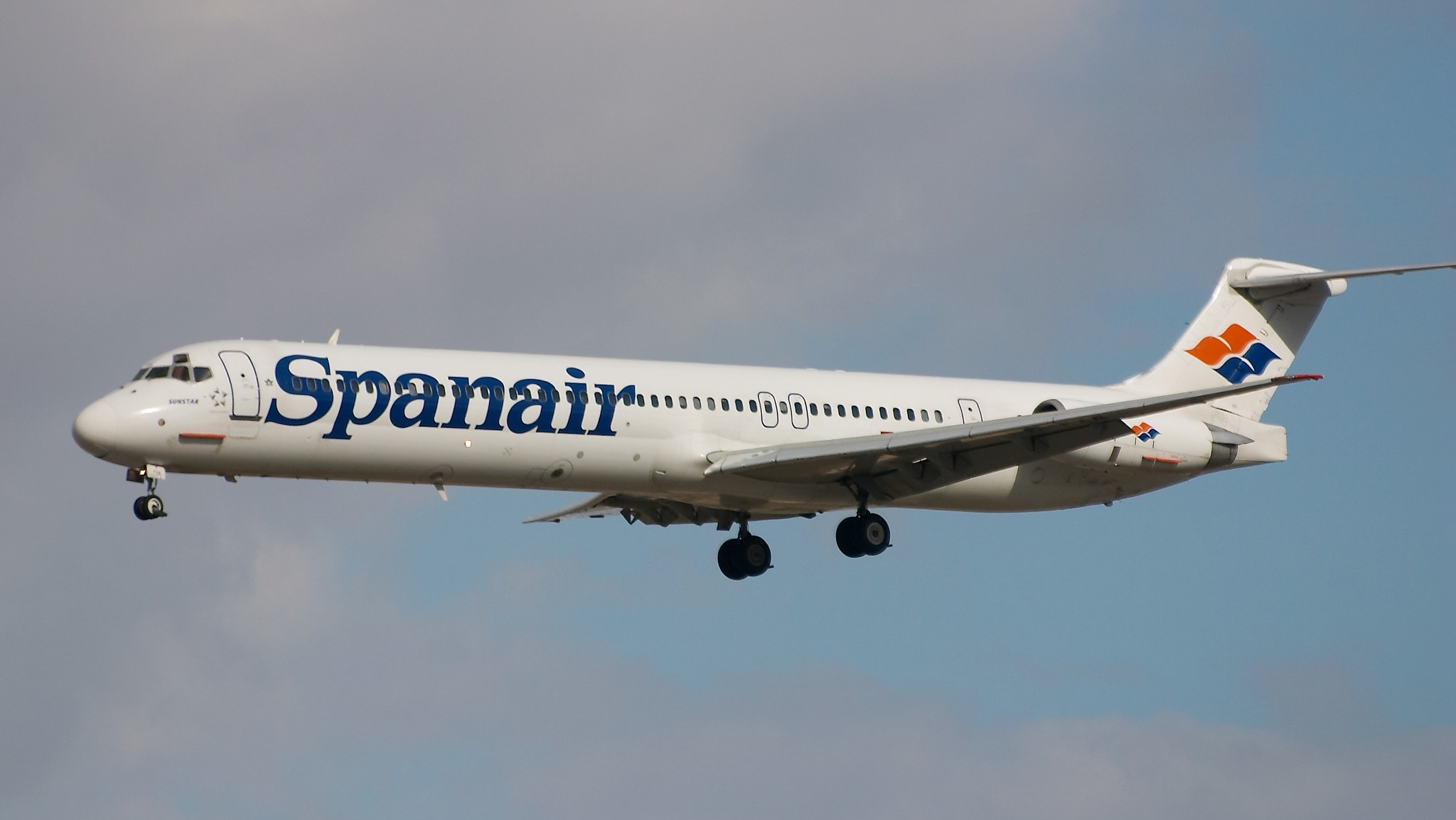
Un MD-83 di Spanair

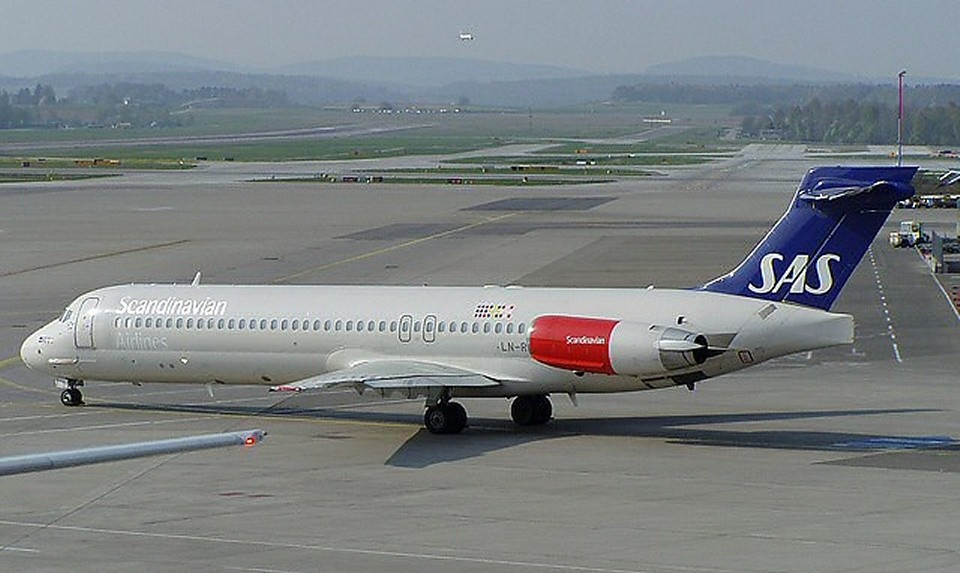
Un MD-87 di SAS

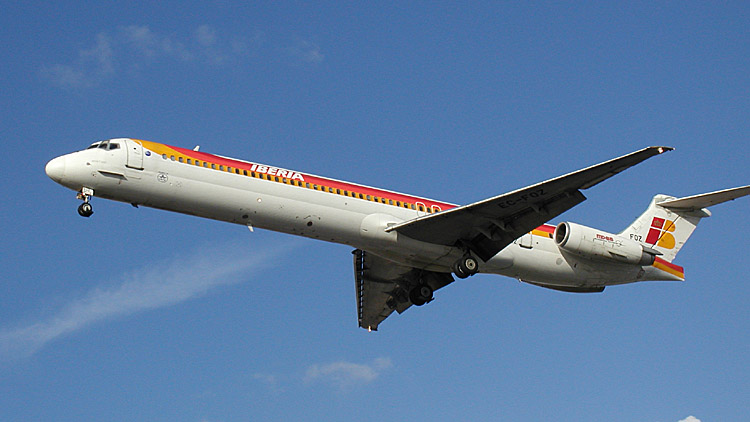
Un MD-88 di Iberia

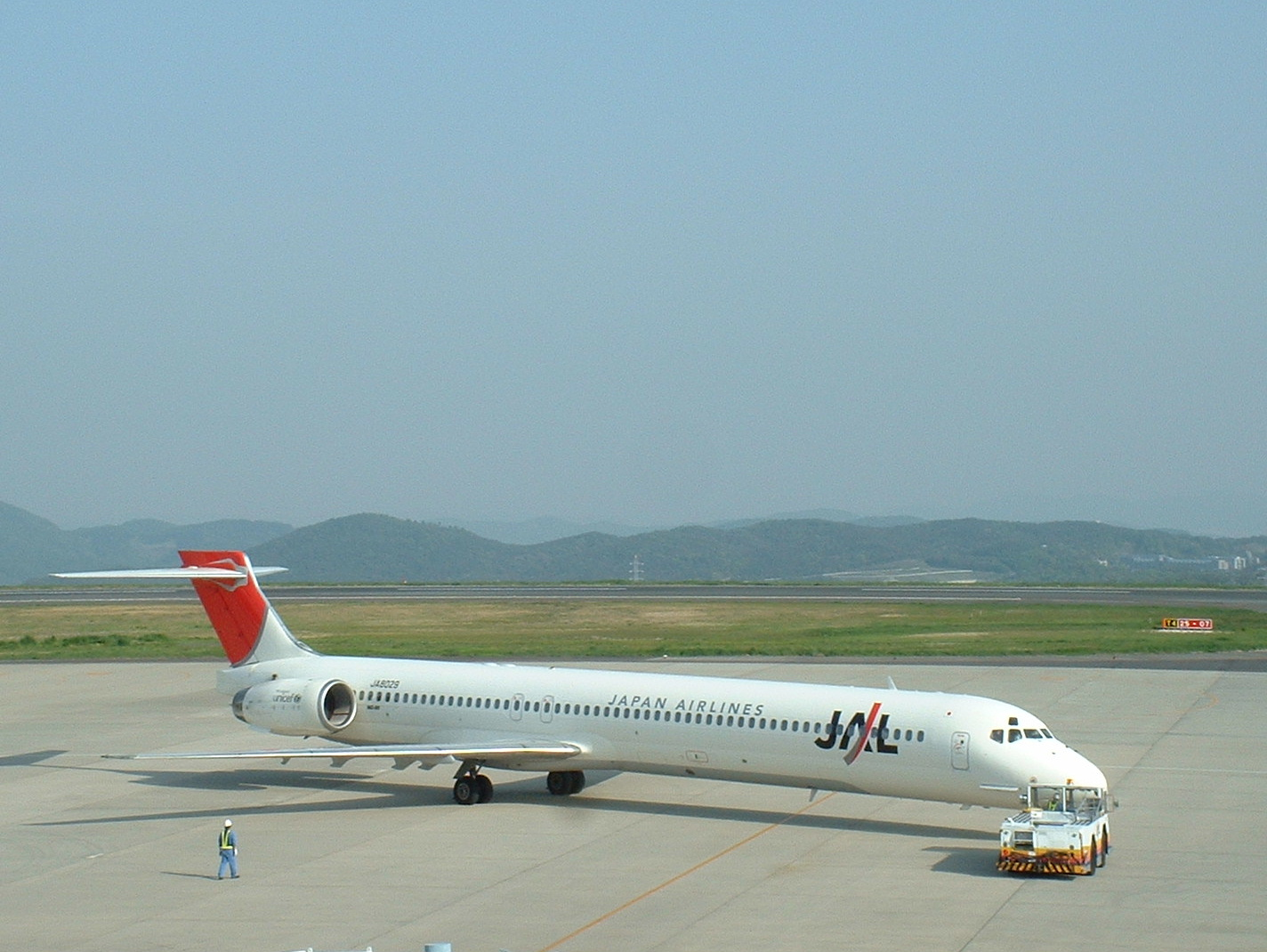
MD-90 di Japan Airlines

Il McDonnell Douglas MD-80 (soprannominato Mad Dog) è un aereo bimotore ad ala bassa con propulsori in coda da trasporto passeggeri per rotte a corto e medio raggio di notevole successo commerciale, prodotto da McDonnell Douglas da fine anni settanta sulla base del DC-9.

## Storia del progetto
Il progetto del DC-9 venne iniziato dalla Douglas Aircraft Company, in seguito fusasi con la McDonnell Aircraft Corporation nel 1967.
L'aereo presentava un caratteristico impennaggio a T e due motori montati in coda (i Pratt & Whitney JT8D che già equipaggiavano il trireattore Boeing 727).
Alle prime versioni del DC-9 (le -10, -15 e -20) si affiancò quella costruita nel maggior numero di esemplari, la -30, che presentava un sensibile allungamento della fusoliera, motori più potenti e l'impiego di slats sul bordo d'attacco alare che consentivano un notevole miglioramento delle prestazioni da piste corte ed in condizioni hot and high.
Limitata diffusione ebbero due versioni successive: la -40 (con fusoliera ulteriormente allungata rispetto alla -30 e motori ancora più performanti) e la -50 (ulteriore allungamento).
Alla fine degli anni settanta la casa statunitense cominciò a pensare ad una evoluzione più "radicale" del velivolo che fosse più al passo con i tempi (anche sulle tratte a corto raggio il numero di passeggeri aumentava costantemente), così nacque il progetto DC-9 Super 80 che, a partire dalla prima metà degli anni ottanta, venne rinominato MD-80 (veniva abbandonata la vecchia sigla DC, le iniziali di "Douglas Commercial" in favore di MD, ovvero "McDonnell Douglas").
Questo aeromobile, così come il predecessore Douglas DC-9, venne ironicamente chiamato dai suoi piloti Mad Dog (in italiano Cane Pazzo) a causa del fatto che l'elevatore in coda era composto da due parti non collegate direttamente ai comandi di volo, ma mosse aerodinamicamente tramite due alette più piccole poste sul bordo d'uscita, chiamate control tab, a loro volta collegate ai comandi dei piloti. Il risultato era che gli elevatori sopra citati, quando il velivolo si trovava fermo a terra, erano liberi di muoversi e, in determinate condizioni di vento, poteva accadere che uno dei due fosse sollevato mentre l'altro fosse abbassato, esattamente come simpaticamente apparirebbe un cane che ha un orecchio a punta alzato e l'altro pendente.

### Differenziazione dei vari modelli
Fondamentalmente, rispetto al DC-9-50 (la versione più grande del DC-9), l'MD-80 presentava un ragguardevole allungamento della fusoliera, un aumento dell'apertura alare con un profilo più efficiente e l'utilizzo di motori più potenti, meno rumorosi e dai consumi più contenuti, i Pratt & Whitney JT8D-200, evoluzione anch'essi dei propulsori che equipaggiavano i DC-9.
MD-80 non è la sigla di un modello specifico, bensì il nome generico dell'intero programma: gli aerei veri e propri sono l'MD-81-82 e 83 (tra di loro presentano alcune differenze nell'autonomia di volo e nel tipo di propulsori), l'MD-87, versione "accorciata" che si rifà al DC-9-50, e l'MD-88, che presenta un ragguardevole aggiornamento dell'avionica (FMS, strumentazione EFIS, ecc.).
Un'ulteriore versione fu l'MD-90, che presentava un ulteriore piccolo "stretch" (1,4 m) della fusoliera rispetto agli originali MD-81-82-83-88, ulteriori aggiornamenti avionici, mentre i JT8D vennero abbandonati in favore dei più potenti, efficienti e silenziosi International Aero Engines IAE V2500.
Tale versione non ebbe molto successo ed alcuni esemplari furono prodotti su licenza in Cina.
L'ultimo di questa prolifica famiglia fu l'MD-95, il quale presentava un radicale aggiornamento dell'avionica di bordo (un flight deck Honeywell dell'ultima generazione) e motori ulteriormente più efficienti e silenziosi, le turboventole BMW-Rolls Royce BR715.
Si tornò poi "alle origini" con una versione accorciata molto simile al DC-9-30, appositamente studiata per il traffico a corto raggio e turn over elevato.
L'MD-95 tuttavia non venne mai commercializzato con il suo nome originale bensì, dal momento che la McDonnell Douglas si fuse con la Boeing nel 1997, con quello di Boeing 717.
Nel 2005 Boeing decise di sospendere la produzione del 717 nonostante il discreto successo commerciale, probabilmente temendo di cannibalizzare le vendite del rivale di sempre (ma ora appartenente alla stessa famiglia) Boeing 737. Venne così a concludersi l'epopea di uno dei jet commerciali più famosi, vera icona dei voli di linea non particolarmente lunghi.
Tra DC-9, MD-81/82/83/87/88/90 e Boeing 717 in tutto sono stati prodotti 2.438 aerei, è il terzo aereo più prodotto dopo il Boeing 737 (in produzione dal 1967) e l'Airbus A320 (in produzione dal 1987).
Alitalia, che acquistò 90 esemplari del modello MD-82, è stata insieme ad American Airlines tra le prime compagnie ad acquistare questi aeromobili. Il DC-9 prima e successivamente l'MD-80 hanno rappresentato per oltre 30 anni la spina dorsale della flotta a medio raggio italiana.

### Ordini e consegne
| Modello      | Ordini | Consegne |
| ------------ | ------ | -------- |
| MD-80-81     | 132    | 132      |
| MD-80-82     | 539    | 539      |
| MD-80-82T    | 30     | 30       |
| MD-80-83     | 265    | 265      |
| MD-80-87     | 75     | 75       |
| MD-80-88     | 150    | 150      |
| MD-80 Totale | 1117   | 1117     |

| Modello      | Ordini | Consegne |
| ------------ | ------ | -------- |
| MD-90-30     | 113    | 113      |
| MD-90-30ER   | 1      | 1        |
| MD-90-30T    | 2      | 2        |
| MD-90 Totale | 116    | 116      |

## Tecnica
Le soluzioni aerodinamiche adottate si caratterizzavano per essere mirate ad un'estrema efficienza aerodinamica.
Tra esse si notano:
1. Motori montati sulla parte posteriore della fusoliera, per migliorare l'efficienza dell'ala.
2. Coda a T per ridurre la resistenza d'interferenza.
3. Ipersostentatori con alto angolo di barra per migliorare le prestazioni in decollo e atterraggio.

Come già detto, furono numerose le versioni sviluppate nel corso degli anni. Negli anni '70 troviamo il DC-9/15, DC-9/30 e DC-9/50, dall'inizio degli anni '80 il DC-9 si evolve nel progetto Super80 e, in seguito, in MD Super80 ed infine in MD-80.
Dall'MD-80 sono derivati poi vari modelli ed evoluzioni (MD-81, MD-82, MD-83, MD-87, MD-88, MD-90), fino ad arrivare negli anni 2000 quando, in seguito all'acquisizione di McDonnell Douglas da parte di Boeing, si è arrivati al Boeing 717. Le differenze tra le versioni sono più che altro limitate alla lunghezza della fusoliera, al relativo dimensionamento dei motori e alla forma delle ali, più corte e prive di flap nelle prime versioni.
L'avionica dell'MD-80 è stata aggiornata nel corso degli anni (con, ad esempio, l'aggiunta dell'EFIS). Il progetto si è sempre rivelato vincente, facendo rimanere il Mad Dog in testa alle classifiche di affidabilità e di popolarità.
Per l'assistenza in linea di volo degli esemplari ancora in uso, l'azienda attualmente responsabile è la Boeing di Seattle. Nel 2007 l'MD80 ha ricevuto l'abilitazione a due importanti modifiche:
1. L'aggiunta di un hush kit sui motori per ridurre l'emissione sonora e rientrare nei nuovi standard di inquinamento acustico.
2. L'inserimento delle winglets sulle estremità alari per migliorarne l'efficienza aerodinamica.

Per quanto riguarda le ultime versioni il peso massimo al decollo di un MD-80 è di circa 70.000 kg.

## Impiego operativo

### Gli MD-80 di Alitalia
Alitalia - Linee Aeree Italiane nel 1982 ordinò 90 MD-80 e MD-82, motorizzati con i Pratt & Whitney JT8D, per sostituire i Douglas DC-9. La prima consegna avvenne nel 1983; tali aeromobili costituirono per quasi 20 anni il nucleo principale della flotta a corto-medio raggio della compagnia di bandiera italiana.
All'inizio degli anni 2000 iniziò una graduale dismissione degli MD-80 più vetusti, sostituiti con la famiglia degli Airbus A320. Nel momento della chiusura di Alitalia - Linee Aeree Italiane e l'apertura di Alitalia - Compagnia Aerea Italiana ve ne erano ancora 71 in esercizio. Sotto la nuova compagnia la dismissione venne accelerata, con l'ingresso massiccio in flotta di numerosi nuovi Airbus. La dismissione definitiva venne completata nell'ottobre del 2012.
I vertici dell'Alitalia, nei primi anni ottanta, avrebbero preferito l'acquisto dei Boeing 737 e non degli MD-80. Veniva invece escluso a priori l'acquisto degli Airbus. È da considerare che, appunto all'inizio degli anni '80, la McDonnell Douglas era in crisi; con l'occasione della necessità di rinnovamento della flotta Alitalia, l'allora Presidente del Consiglio dei Ministri Giovanni Spadolini organizzò una trattativa commerciale e diplomatica negli USA per negoziare l'acquisto degli MD-80, con l'intento sia di rinnovare la flotta di Alitalia sia di compiacere il governo statunitense, all'epoca guidato dal presidente Ronald Reagan, con un'operazione diplomatica. L'acquisto si rivelò comunque conveniente, sia perché si trattava di un aeromobile con un ottimo rapporto qualità-costi sia perché aveva una base tecnologica comune con i Douglas DC-9, di cui la flotta Alitalia era in larga parte costituita.
Gli MD-80 dell'Alitalia vennero tutti battezzati con i nomi di città italiane. Gli aeromobili in questione furono presentati ad Alitalia l'11 dicembre 1983 alla presenza dell'allora presidente dell'IRI Romano Prodi, presso gli stabilimenti McDonnell-Douglas di Long Beach in California.
Il primo MD-80 che operò un volo nazionale per Alitalia fu l'aeromobile con marche I-DAWA (denominato "Roma", dismesso nel 2008) il 16 gennaio 1984, sulla rotta Roma Fiumicino-Palermo Punta Raisi. Il 1º giugno 1984 vi fu anche l'esordio in tratta internazionale con il volo Roma Fiumicino-Parigi.
Gli equipaggi Alitalia coniarono un altro scherzoso soprannome per il velivolo, ovvero Tubo, riferito alla lunghezza ed alla forma della fusoliera.
Il giorno 27 ottobre 2012 fu l'ultimo giorno di servizio ufficiale degli MD-80 in Alitalia, con il volo AZ1740 da Catania a Fiumicino ETD 20:00 - ETA 21:20, operato dall'MD-82 denominato "Siracusa", marche I-DATI.

### Incidenti
- Il 16 agosto 1987 un MD-82 della statunitense Northwest Airlines, che operava il volo 255, precipitò poco dopo il decollo dall'Aeroporto di Detroit per un errore dell'equipaggio dell'aereo. 156 persone a bordo e 2 persone a terra morirono, l'unica persona rimasta viva nell'incidente fu una bambina di 4 anni (Cecelia Cichan-Lumpkin), salvata dal corpo della madre.[3]

- il 27 dicembre 1991, il volo SAS 751, un McDonnell Douglas MD-81 si schiantò a Gottröra, in Svezia. Durante la fase di salita iniziale, i motori aspirarono del ghiaccio e si bloccarono, lasciando l'aereo senza propulsione. L'aereo effettuò un atterraggio di emergenza in un campo, spezzandosi in tre parti. Fortunatamente non scoppiò alcun incendio e tutti gli occupanti si salvarono.

- Il 1º giugno 1999 il volo American Airlines 1420 uscì fuori pista all'aeroporto di Little Rock in Arkansas a causa di condizioni meteo avverse ed errori dei piloti. 11 persone morirono.

- Il 31 gennaio 2000 un MD-83 della statunitense Alaska Airlines, che operava il volo 261, precipitò nell'Oceano Pacifico provocando 88 morti. Causa dell'incidente l'inceppamento dello stabilizzatore orizzontale dell'aereo, dovuto all'usura per la mancata e scarsa manutenzione del velivolo da parte della compagnia aerea. Dopo questo incidente a tutti gli operatori aerei degli USA fu ordinato di lubrificare le parti meccaniche dei velivoli più frequentemente.[4]

- L'8 ottobre 2001 un MD-87 della SAS Scandinavian Airlines, che effettuava il volo 686 dall'Aeroporto di Milano-Linate per la Danimarca, entrò in collisione in fase di decollo con un Cessna jet provocando 118 morti. Si tratta tuttora dell'incidente aereo con più vittime mai avvenuto in Italia. La causa dell'incidente fu l'errato posizionamento del Cessna ed il mancato funzionamento del radar in scarsissime condizioni di visibilità.[5]
- Il 7 maggio 2002 un MD-82 della cinese China Northern Airlines, che operava il volo 6136 dalla capitale Pechino per Dalian, precipitò vicino a Dalian provocando 111 morti. La causa dell'incidente fu un suicida che incendió il velivolo.
- Il 30 novembre 2004 un MD-82 della indonesiana Lion Air, che operava il volo 538, precipitò superando la pista nella fase di atterraggio all'Aeroporto di Adi Sumarmo della città di Surakarta, nell'Isola di Giava Centrale in Indonesia, provocando 25 morti.

- Il 16 agosto 2005 un MD-82 della colombiana West Caribbean Airways, che operava il volo 708, precipitò nelle montagne nella parte nordoccidentale del Venezuela provocando la morte di 152 passeggeri e di 8 membri dell'equipaggio.[6]

- Il 16 settembre 2007 un MD-82 della compagnia aerea low-cost One-Two-GO Airlines, che operava il volo 269, precipitò vicino alla pista ed esplose dopo un tentativo di effettuare un atterraggio in cattive condizioni meteo all'Aeroporto di Phuket in Thailandia; morti 89 passeggeri su 130.[7]
- Il 30 novembre 2007 un MD-83 della Atlasjet, che operava il volo nazionale 4203 dalla città di Istanbul verso la città di Isparta in Turchia, precipitò nella parte sudoccidentale della Turchia provocando 57 morti. La causa dell'incidente rimane ancora sconosciuta.[8]

- Il 20 agosto 2008 un MD-82 della Spanair, che operava il volo nazionale 5022 da Madrid a Gran Canaria in Spagna, precipitó in fase di decollo provocando 154 morti e 18 superstiti[9][10].

- Il 3 giugno 2012 un MD-83 della Dana Air, volo 992, decollato da Abuja e diretto a Lagos precipitó sulla capitale commerciale della Nigeria, Lagos, provocando, a quanto detto fino ad ora, la morte di tutte le persone a bordo, più, probabilmente, la morte di alcune persone a terra. Si parla di un errore del pilota in fase di atterraggio.
- Il 24 luglio 2014 un MD-83 della Swiftair si è schiantato durante un volo per conto di Air Algerie da Ouagadougou ad Algeri. I 116 passeggeri e i membri dell'equipaggio sono morti tutti. Si pensa possa essere stato a causa del maltempo che imperversava nella zona.

| Modello | Distrutti | Incidenti | Ultimo incidente | Fonte                                                                |
| ------- | --------- | --------- | ---------------- | -------------------------------------------------------------------- |
| MD-80   | 30        | 63        | 24 luglio 2014   |                                                                      |
| MD-90   | 2         | 3         | 8 maggio 2009    | MD-90, su aviation-safety.net, ASN. URL consultato l'11 luglio 2011. |

## Versioni
- McDonnell Douglas MD-81 - versione base, con 2 motori JT8D-208 da 82.3 kN.
- McDonnell Douglas MD-82 - versione con motori più potenti, con 2 motori JT8D-217 da 88.9 kN e un maggiore peso massimo al decollo.
- McDonnell Douglas MD-82T - variante prodotta in Cina dalla CATIC.
- McDonnell Douglas MD-83 - versione con motori più potenti, con 2 motori JT8D-219 da 93.4 kN, un maggiore peso massimo al decollo ed una maggiore autonomia.
- McDonnell Douglas MD-87 - versione più corta di 5,4 metri, con 2 motori JT8D-217 da 88.9 kN e nuova avionica completamente digitale.
- McDonnell Douglas MD-88 - versione con le stesse migliorie dell'MD-87 e le dimensioni dell'MD-82.
- McDonnell Douglas MD-90-30 - versione base, con 2 motori IAE V2500 e il cockpit EFIS.
- McDonnell Douglas MD-90-30ER - versione con un maggiore peso massimo al decollo ed una maggiore autonomia.
- McDonnell Douglas MD-90-30T - variante prodotta in Cina dalla CATIC.
- McDonnell Douglas MD-90-50 - versione con raggio ancora più lungo, proposta ma non prodotta.
- McDonnell Douglas MD-95 - l'ultima versione, commercializzata come Boeing 717.

## Dati tecnici
| Dati                                    | MD-81                   | MD-82/-88               | MD-83                   | MD-87                   | MD-90                   |
| --------------------------------------- | ----------------------- | ----------------------- | ----------------------- | ----------------------- | ----------------------- |
| Codice ICAO                             | MD81                    | MD82/MD88               | MD83                    | MD87                    | MD90                    |
| Codice IATA                             | M81                     | M82/M88                 | M83                     | M87                     | M88                     |
| Equipaggio in cabina di pilotaggio      | 2 piloti                | 2 piloti                | 2 piloti                | 2 piloti                | 2 piloti                |
| Capacità massima passeggeri             | 172                     | 172                     | 172                     | 139                     | 172                     |
| Lunghezza totale                        | 45,06 m                 | 45,06 m                 | 45,06 m                 | 39,5 m                  | 46,51 m                 |
| Diametro cabina                         | 3,11 m                  | 3,11 m                  | 3,11 m                  | 3,11 m                  | 3,11 m                  |
| Diametro fusoliera                      | 3,34 m                  | 3,34 m                  | 3,34 m                  | 3,34 m                  | 3,34 m                  |
| Larghezza piano orizzontale             | 12,25 m                 | 12,25 m                 | 12,25 m                 | 12,25 m                 | 12,25 m                 |
| Apertura alare                          | 32,85 m                 | 32,85 m                 | 32,85 m                 | 32,85 m                 | 32,87 m                 |
| Superficie alare                        | 112,3 m²                | 112,3 m²                | 112,3 m²                | 112,3 m²                | 112,3 m²                |
| Freccia alare                           | 24,50°                  | 24,50°                  | 24,50°                  | 24,50°                  | 24,50°                  |
| Altezza fusoliera                       | 4,80 m                  | 4,80 m                  | 4,80 m                  | 4,80 m                  | 4,70 m                  |
| Altezza totale                          | 9,20 m                  | 9,20 m                  | 9,20 m                  | 9,50 m                  | 9,50 m                  |
| Passo                                   | 22,05 m                 | 22,05 m                 | 22,05 m                 | 19,18 m                 | 23,52 m                 |
| Peso operativo a vuoto (OEW)            | 35 330 kg               | 35 369 kg               | 36 145 kg               | 33 237 kg               | 39 994 kg               |
| Peso massimo senza carburante (MZFW)    | 53 525 kg               | 55 338 kg               | 55 338 kg               | 50 802 kg               | 58 967 kg               |
| Peso massimo durante il rullaggio (MTW) | 63 958 kg               | 68 266 kg               | 73 028 kg               | 63 957 kg               | 71 214 kg               |
| Peso massimo al decollo (MTOW)          | 63 504 kg               | 67 812 kg               | 72 575 kg               | 63 503 kg               | 70 760 kg               |
| Peso massimo all'atterraggio (MLW)      | 58 061 kg               | 58 967 kg               | 63 276 kg               | 58 060 kg               | 64 410 kg               |
| Carico utile massimo                    | 18 195 kg               | 19 969 kg               | 19 193 kg               | 17 566 kg               | 18 973 kg               |
| Capacità cargo                          | 35,5 m³                 | 35,5 m³                 | 28,7 m³                 | 26,6 m³                 | 36,8 m³                 |
| Capacità massima carburante             | 22 129 L                | 22 129 L                | 26 426 L                | 22 126 L                | 22 104 L                |
| Velocità di crociera                    | 0,76 Mach (938,45 km/h) | 0,76 Mach (938,45 km/h) | 0,76 Mach (938,45 km/h) | 0,76 Mach (938,45 km/h) | 0,76 Mach (938,45 km/h) |
| Velocità massima                        | 0,80 Mach (987,84 km/h) | 0,80 Mach (987,84 km/h) | 0,80 Mach (987,84 km/h) | 0,80 Mach (987,84 km/h) | 0,80 Mach (987,84 km/h) |
| Autonomia                               | 2 600 nmi 4 815 km      | 2 750 nmi 5 093 km      | 3 350 nmi 6 204 km      | 3 050 nmi 5 649 km      | 2 950 nmi 5 463 km      |
| Quota di tangenza                       | 37 000 ft (11 278 m)    | 37 000 ft (11 278 m)    | 37 000 ft (11 278 m)    | 37 000 ft (11 278 m)    | 37 000 ft (11 278 m)    |
| Motori (x2)                             | PW JT8D-209             | PW JTD8-217             | PW JTD8-219             | PW JTD8-217             | IAE V2500-D5            |
| Spinta (x2)                             | 82-93 kN                | 89-93 kN                | 93-97 kN                | 89-93 kN                | 111-125 kN              |

## Utilizzatori
A luglio 2019 erano in servizio 222 MD-80, con operatori tra cui Delta Air Lines (75), American Airlines (28), LASER Airlines (12), Aeronaves TSM (11), Bulgarian Air Charter (9) e altri vettori più piccoli. Oltre alle compagnie passeggeri, diversi MD-87 sono stati convertiti per uso antincendio aereo da Aero Air/Erickson Aero Tanker. Successivamente, American Airlines ha ritirato tutti gli MD-80 dalla sua flotta, dopo aver effettuato l'ultimo volo commerciale il 4 settembre 2019.
All'ottobre 2019 erano in servizio 182 MD-80; il maggior operatore era Delta Air Lines (60).
Il 2 giugno 2020, Delta Air Lines, che era al momento il maggior operatore di questo tipo di velivolo, ha ritirato dal servizio tutti i suoi MD-88 e MD-90; i costi di mantenimento di questi aerei, ormai anche abbastanza vecchi, erano diventati troppo elevati, soprattutto dopo la riduzione dei voli causata dalla pandemia di COVID-19.
Al febbraio 2024, dei 1 307 esemplari prodotti, 136 sono operativi. Il McDonnell Douglas MD-80 non è più in produzione, tutti i velivoli ordinati sono stati consegnati.

### Civili
Gli utilizzatori principali sono:
- Alitalia (90 esemplari)
- Aeronaves TSM (15 esemplari)
- Meridiana (12 esemplari)
- USA Jet Airlines (12 esemplari)
- Laser Airlines (9 esemplari)
- ATA Airlines (8 esemplari)
- Everts Air (8 esemplari)
- Erickson Aero Tanker (7 esemplari)
- Iran Airtour (7 esemplari)
- Zagros Airlines (7 esemplari)
- Chabahar Airlines (6 esemplari)
- Kish Air (6 esemplari)
- World Atlantic Airlines (6 esemplari)
- Caspian Airlines (5 esemplari)
- Dana Air (5 esemplari)
- Taban Air (5 esemplari)
- Airfast Indonesia (4 esemplari)
- Rutaca Airlines (4 esemplari)
- RED Air (3 esemplari)
- Aeropostal (2 esemplari)
- ALK Airlines (2 esemplari)
- Canadian Airways Congo (2 esemplari)
- African Express Airways (1 esemplare)
- Albatros Airlines (1 esemplare)
- Bravo Airways (1 esemplare)
- Sahand Airlines (1 esemplare)

### Governativi e militari
Gli utilizzatori sono:
- Forza Aerea del Ciad (1 esemplare)
- Forza Aerea di Eswatini (1 esemplare)